# Aufbrauchsausgabe

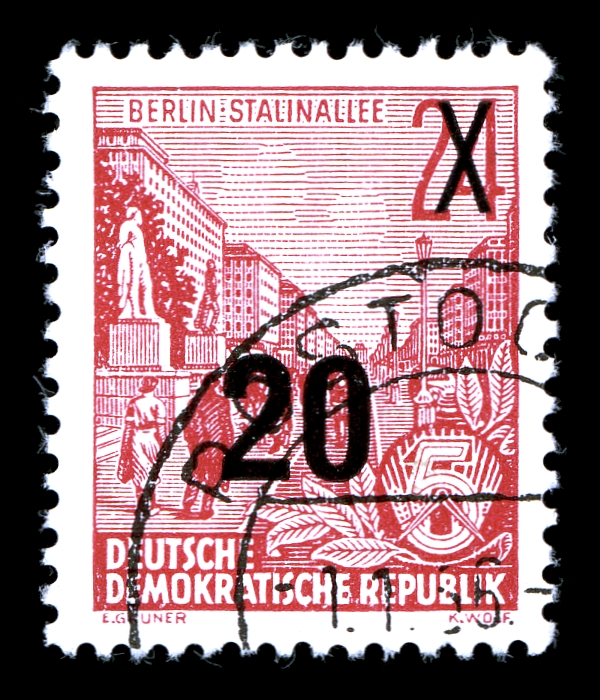
Aufbrauchsausgabe Fünfjahresplan, DDR 1957

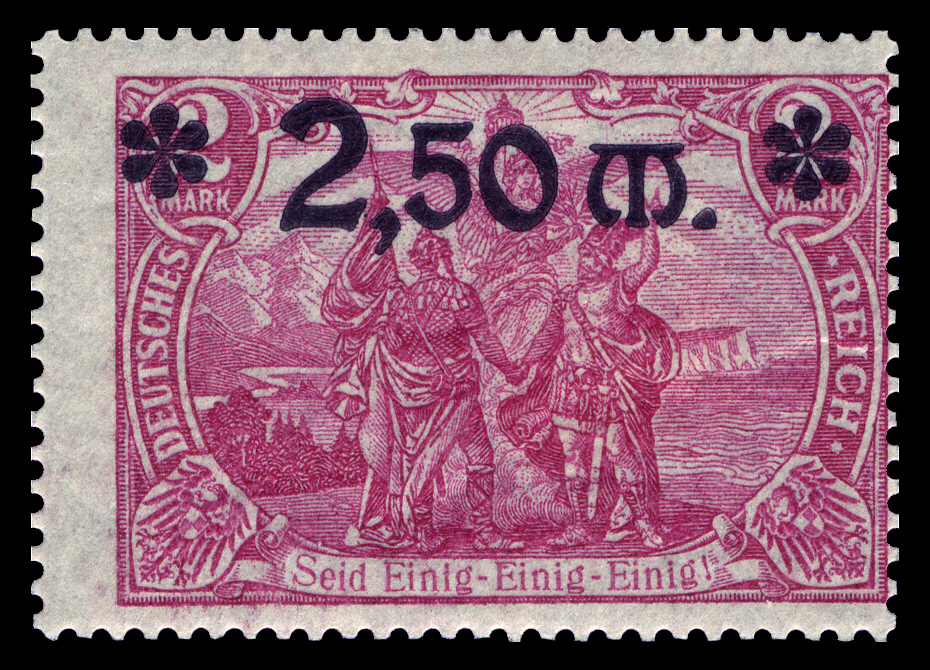
Deutsches Reich 1920

Aufbrauchsausgaben sind ein spezielles Gebiet der Philatelie.
Es handelt sich dabei um Restbestände von Briefmarken, die in der vorliegenden Form nicht mehr gebraucht werden können. Durch das Anbringen von Aufdrucken (neue Wertstufe, neue Landesbezeichnung etc.) gelangen diese Restbestände wieder zum Einsatz.
Interessant sind Aufbrauchsausgaben vor allem, weil die Aufdrucke viele Varianten und Abarten zulassen. Es gibt auch Briefmarken, bei welchen ein Aufdruck nochmals überdruckt wurde. Nicht alle Aufbrauchsausgaben haben offiziellen Charakter. Insbesondere im Zweiten Weltkrieg wurden häufig von privater oder halboffizieller Stelle Briefmarken überdruckt.
Heute werden nur noch sehr selten Aufbrauchsausgaben produziert, da die relativen Herstellungskosten für Briefmarken stark gesunken sind und vernichtete Restbestände keinen großen Verlust mehr darstellen.